# Boston Celtics 1959-1960
La stagione 1959-60 dei Boston Celtics fu la 14ª nella NBA per la franchigia.
I Boston Celtics vinsero la Eastern Division con un record di 59-16. Nei play-off vinsero la finale di division con i Philadelphia Warriors (4-2), vincendo poi il titolo battendo nella finale NBA i St. Louis Hawks (4-3).

## Roster
| N° | Naz.                   | Ruolo | Sportivo      | Anno | Alt. | Peso |
| -- | ---------------------- | ----- | ------------- | ---- | ---- | ---- |
| 6  | Stati Uniti (bandiera) | C     | Bill Russell  | 1934 | 206  | 98   |
| 14 | Stati Uniti (bandiera) | G     | Bob Cousy     | 1928 | 185  | 79   |
| 15 | Stati Uniti (bandiera) | AC    | Tom Heinsohn  | 1934 | 201  | 99   |
| 16 | Stati Uniti (bandiera) | A     | John Richter  | 1937 | 206  | 102  |
| 17 | Stati Uniti (bandiera) | AC    | Gene Conley   | 1930 | 203  | 102  |
| 18 | Stati Uniti (bandiera) | A     | Jim Loscutoff | 1930 | 196  | 100  |
| 19 | Stati Uniti (bandiera) | G     | Maurice King  | 1935 | 188  | 88   |
| 20 | Stati Uniti (bandiera) | A     | Gene Guarilia | 1937 | 196  | 100  |
| 21 | Stati Uniti (bandiera) | G     | Bill Sharman  | 1926 | 185  | 79   |
| 23 | Stati Uniti (bandiera) | GA    | Frank Ramsey  | 1931 | 191  | 86   |
| 24 | Stati Uniti (bandiera) | GA    | Sam Jones     | 1933 | 193  | 90   |
| 25 | Stati Uniti (bandiera) | G     | K.C. Jones    | 1932 | 185  | 91   |

## Staff tecnico
- Allenatore: Red Auerbach
- Preparatore atletico: Buddy LeRoux